# Wainwright (Oklahoma)
Wainwright – miasto w Stanach Zjednoczonych, w stanie Oklahoma, w hrabstwie Muskogee.